# Bridgewater (Connecticut)
Bridgewater – miasto w Stanach Zjednoczonych, w stanie Connecticut, w hrabstwie Litchfield.